# Тарский округ
Та́рский округ — административно-территориальная единица Сибирского края, Западно-Сибирского края, Омской области, существовавший в 1925—1929, 1933—1934, 1935—1940 годах.
Окружной центр — город Тара.

## История
Первый план образования округа был сформирован в сентябре 1924 года. По плану Госплана СССР Тарский округ должен был быть образован из Тарского уезда с прирезкой к нему некоторых смежных частей Тюкалинского и Татарского уездов Омской губернии. Территория должна была составить 74 787 квадратных вёрст с населением 293 000 человек. Плотность населения 3,9 душ на квадратную версту. Окружной центр город Тара. Однако, этот план не был реализован.
Тарский округ образован в составе Сибирского края Постановлением ВЦИК от 25 мая 1925 года в границах бывшего Тарского уезда Омской губернии с присоединением к Усть-Ишимскому району Еланского, Пановского, Тебендинского сельских советов упразднённого Загваздинского района Тобольского округа Уральской области. Центром округа был назначен город Тара. Округ был разделён на 10 районов.
24 сентября 1925 года в городе Таре создано окружное оргбюро Сибкрайкома РЛКСМ.
На 1 января 1926 года площадь округа составляла 75 485 квадратных километров. Насчитывалось 10 районов, 129 сельских советов, 929 селений, 45 709 дворов, 1 город.
В 1926 году площадь округа составляла 74 632 квадратных километра. Насчитывалось 54 675 хозяйств, 1 947 населённых пунктов, 273 сельских советов.
В 1928 году на севере округа на Васюганских болотах было организовано спецпоселение политзаключённых Кулай.
17 июня 1929 года Тарский округ был ликвидирован. Входившие в него районы присоединены к Омскому округу. Муромцевский район и 2 сельских совета Большереченского района (Мало-Красноярский, Мартыновский) включены в Барабинский округ.
15 ноября 1933 года Тарский округ вновь был восстановлен из Большеуковского, Муромцевского, Колосовского, Седельниковского, Тарского, Тевризского районов Западно-Сибирского края.
15 мая 1934 года Тарский район был ликвидирован. Территория разделена между Тарским окружным исполкомом и Колосовским, Седельниковским, Знаменским, Усть-Ишимским районами.
1 июля 1934 года в Знаменский район Тарского округа передана расположенная по течению реки Ягыл-Яг территория Каргасокского района Нарымского округа.
В 1934 году Усть-Ишимский район получил статус татарского национального района.
7 декабря 1934 года Тарский округ вошёл в состав Омской области.
В декабре 1935 года Тарский округ был восстановлен. Округ был создан для удобства управления удалёнными северными районами Омской области.
2 сентября 1937 года Евгащинский район был переименован в Ежовский.
В 1939 году Ежовский район переименован в Дзержинский.
23 ноября 1940 года Тарский округ упразднён, а его районы переданы в прямое подчинение Омской области. Город Тара переведён в категорию городов районного подчинения.

## Административно-территориальное деление
1. Большереченский район (село Большеречье);

1. Дзержинский район (село Евгащино);
2. Екатерининский район (село Екатериновка);
3. Знаменский район (село Знаменское);
4. Колосовский район (село Колосовское);
5. Муромцевский район (село Муромцево);
6. Большеуковский район (село Большие Уки);
7. Седельниковский район (село Седельниково);
8. Тарский район (город Тара);
9. Тевризский район (село Тевриз);
10. Усть-Ишимский район (село Усть-Ишим).

## Население
Население округа по переписи 1926 года составляло 276 386 человек (133 296 м — 143 090 ж). Из них русские — 70,3 %; белорусы — 15,8 %; «бухарцы» — 4,2 %; украинцы — 2,3 %; татары — 2,0 %. Средняя плотность населения 3,3 человека на квадратный километр.
Крупнейшие населённые пункты в Тарском округе на 1926 год:
- город Тара — 10 345 человек;
- село Муромцево — 1 610 человек;
- село Рыбино — 1 554 человека;
- село Тевриз — 1 411 человек;
- село Тармаклы — 1 323 человека;
- село Евгащино — 1 303 человека;
- село Ингалы — 1 274 человека;
- село Артын — 1 266 человек;
- село Такмыкское — 1 221 человек;
- деревня Гурово — 1 164 человека.

По переписи населения 1939 года в округе проживало 254 525 человек. В том числе русские — 85,7 %; татары — 7,0 %; белорусы — 1,2 %; чуваши — 1,1 %; украинцы — 1,0 %.

## Руководство округа

### Исполнительный окружной комитет

#### Председатели
- Лукашик, Константин Яковлевич (1927)

### Окружной комитет ВКП(б)

#### Первые (ответственные) секретари
- Бабий, А. Г. (1927—1928)
- Карпов, Иван Николаевич (1928—1929)
- Карклин, Фриц Иванович (1935—1937)
- Томилов, Михаил Иосифович (1937—1940)